# Закон про гуано
Закон про гуано (англ. Guano Act), або Закон про острови гуано (англ. Guano Islands Act) — федеральний закон США, прийнятий Конгресом 18 серпня 1856 року. Закон дозволяв громадянам США заволодівати островами з покладами гуано, розташованими де завгодно поза юрисдикцією інших держав і які не мають законних володарів чи місцевого населення. Закон також надавав президентові США право використовувати військову силу для захисту інтересів цих громадян стосовно островів, що містять поклади гуано.
Якщо громадянин Сполучених Штатів знаходить поклад гуано на будь-якому острові, рифі чи скелі, які розташовані поза межами юрисдикції будь-якого іншого Уряду і не зайняті громадянами будь-якого іншого Уряду, і у мирний спосіб посідає такий острів, риф чи скелю, оселяючись на ньому, такі острів, риф чи скеля можуть, на розсуд Президента, вважатися належними до Сполучених Штатів (перший параграф «Закону про Гуано»).

## Причини прийняття
На початку XIX сторіччя гуано почало високо цінитися у сільському господарстві як ефективне добриво. В 1855 році в Сполучених Штатах стало відомо про наявність великих покладів гуано на островах Тихого океану. Конгрес прийняв цей закон для прискорення захоплювання джерел цінного ресурсу і полегшення контролю над ними.
Закон явним чином дозволяв вважати гуанові острова володінням США, проте також завбачав, що США не зобов'язані зберігати за собою ці володіння після вичерпання покладів гуано. При цьому закон не конкретизував статус, який ці острова мають одержати після того, як їх приватні власники — громадяни США утратять до них господарський інтерес.
Закон започаткував концепцію острівних територій Сполучених Штатів. Раніше будь-яка територія, придбана Сполученими Штатами, відразу вважалася інтегральною частиною країни, якщо тільки її статус не змінювався згідно з договором, і мала принципову можливість стати у майбутньому штатом Союзу. Закон про Гуано декларував появлення особливого різновиду територій, які, знаходячись у віданні федерального уряду, не мали навіть теоретичної можливості підвищення свого статусу до рівня штату Союзу. Такі території також мають назву неінкорпоровані території.
Згідно з даним законом були висунуті претензії більш ніж на 50 островів. Нині залишаються під юрисдикцією США такі з них: Бейкер, Джарвіс, Гауленд, риф Кінгмен, атол Джонстон, атол Мідвей. Інші за наших часів вже не належать США. Належність острова Навасса заперечується Гаїті. Ще складніша і досі не розв'язана суперечка точиться довкола належності островів Серранілья і Бахо Нуево. У 1971 році США і Гондурас підписали угоду про визнання суверенітету Гондурасу над островами Сісне (Свон).